# Euphoresia gibbosa
Euphoresia gibbosa är en skalbaggsart som beskrevs av Brenske 1901. Euphoresia gibbosa ingår i släktet Euphoresia och familjen Melolonthidae. Inga underarter finns listade i Catalogue of Life.